# Luca Matteotti
Luca Matteotti (Aosta, 14 oktober 1989) is een Italiaanse snowboarder. Matteotti is gespecialiseerd op het onderdeel snowboardcross. Hij vertegenwoordigde zijn vaderland op de Olympische Winterspelen 2014 in Sotsji.

## Carrière
Bij zijn wereldbekerdebuut, in maart 2008 in Valmalenco, scoorde Matteotti direct wereldbekerpunten. In maart 2010 behaalde de Italiaan in La Molina zijn eerste toptienklassering in een wereldbekerwedstrijd. Op 8 december 2010 boekte hij in Lech am Arlberg zijn eerste wereldbekerzege. Op de FIS wereldkampioenschappen snowboarden 2011 in La Molina eindigde Matteoti als vierde op de snowboardcross. In Stoneham nam de Italiaan deel aan de FIS wereldkampioenschappen snowboarden 2013. Op dit toernooi eindigde hij als achttiende op de snowboardcross. Tijdens de Olympische Winterspelen van 2014 in Sotsji eindigde hij als zesde op de snowboardcross.
Op de FIS wereldkampioenschappen snowboarden 2015 in Kreischberg werd Matteotti wereldkampioen op de snowboardcross. In de Spaanse Sierra Nevada nam de Italiaan deel aan de FIS wereldkampioenschappen snowboarden 2017. Op dit toernooi eindigde hij als achttiende op het onderdeel snowboardcross, samen met Omar Visintin eindigde hij als tiende op de snowboardcross voor teams.

## Resultaten

### Olympische Winterspelen
| Jaar | Plaats | Resultaten        |
| ---- | ------ | ----------------- |
| 2014 | Sotsji | 6e Snowboardcross |

### Wereldkampioenschappen
| Jaar | Plaats        | Resultaten                                 |
| ---- | ------------- | ------------------------------------------ |
| 2011 | La Molina     | 4e Snowboardcross                          |
| 2013 | Stoneham      | 18e Snowboardcross                         |
| 2015 | Kreischberg   | Snowboardcross                             |
| 2017 | Sierra Nevada | 18e Snowboardcross 10e Snowboardcross team |

### Wereldbeker
Eindklasseringen
| Seizoen   | Algm | SBX |
| --------- | ---- | --- |
| 2007/2008 | 286e | 74e |
| 2008/2009 | 341e | 86e |
| 2009/2010 | 131e | 33e |
| 2010/2011 | 12e  | 4e  |
| 2011/2012 | –    | 18e |
| 2012/2013 | –    | 21e |
| 2013/2014 | –    | 10e |
| 2014/2015 | –    | 15e |
| 2015/2016 | –    | 21e |
| 2016/2017 | –    | 36e |
| 2017/2018 | –    | 46e |

Wereldbekerzeges
| Datum           | Plaats          | Onderdeel      |
| --------------- | --------------- | -------------- |
| 8 december 2010 | Lech am Arlberg | Snowboardcross |